# Volkswagen Scirocco
La Scirocco è un'autovettura prodotta dalla Volkswagen tra il 1974 ed il 1992, e successivamente dal 2008 al 2017.

## Contesto
Mentre era impegnato nello sviluppo della VW Golf I, il designer Giorgio Giugiaro ebbe l'idea di creare una coupé sportiva utilizzando la stessa base. Si mise in contatto con la carrozzeria Karmann e presentò alla dirigenza VW le prime bozze del coupé come successore della VW Karmann-Ghia Tipo 14. Per ragioni economiche, il consiglio di amministrazione si rifiutò di finanziare lo sviluppo e il progetto, cosicché Karmann si accollò da sola l'intero investimento per la costruzione del veicolo. Giugiaro disegnò la carrozzeria, che aveva alcune somiglianze con l'Alfa Romeo Alfasud Sprint, che era stata progettata da Giugiaro poco tempo prima. Karmann si impegno per la produzione dei modelli della Scirocco I e II nel suo stabilimento di Osnabrück. In accordo con il consiglio di amministrazione del gruppo VW, al veicolo venne assegnata la denominazione Scirocco. Il nome fa riferimento ad un vento caldo che soffia a Sud dal Sahara verso il Mediterraneo.

## La genesi e la prima serie (1974–1981)
Nell'autunno 1971 la VW ha decise di realizzare sulla base della EA 337 - la prima generazione della Golf  - una coupé ad un prezzo contenuto sullo stesso segmento  di mercato, chiamandola Scirocco. Con il nome in codice EA 398, successivamente la Karmann a Osnabrück ricevette il via libera allo sviluppare e produzione della Scirocco I, sui disegni e progetto di Giorgio Giugiaro.

## La seconda serie (1981–1992)
I progetti e disegni per la seconda generazione della VW Scirocco II iniziarono a circolare già a metà degli anni '70. Anche la Scirocco II (nome in codice Tipo 53B) era basata sulla Golf I. La vettura aveva due caratteristiche fondamentalmente diverse rispetto alla generazione uscente: una carrozzeria più aerodinamica e più spazio per i passeggeri e il bagaglio.

## La terza serie (2008-2017)
La Scirocco III è una coupé in configurazione 2+2 posti a trazione anteriore, presentata per la prima volta al pubblico nella primavera del 2008 al Salone di Ginevra, venendo anticipata dalla concept Iroc nell'agosto 2006. Il nome in codice della Scirocco III è "Tipo 13". È stato costruita presso la controllata Volkswagen Autoeuropa - Automóveis Lda. a Quinta do Anjo in Portogallo , dove vengono costruite anche VW Eos, VW Sharan e Seat Alhambra.

## Galleria d'immagini
| Sigla                   | Fronte | Retro | Periodo produzione |
| ----------------------- | ------ | ----- | ------------------ |
| Volkswagen Scirocco I   |        |       | 1974–1981          |
| Volkswagen Scirocco II  |        |       | 1981–1992          |
| Volkswagen Scirocco III |        |       | 2008-2017          |